# اسکوتر حرکتی

نمایی از یک اسکوتر حرکتی

اسکوتر حرکتی (انگلیسی: Mobility scooter) یا اسکوتر معلولان، یک وسیله کمک حرکتی جایگزین ویلچر است، که به شکل اسکوتر موتوری طراحی شده است. اسکوتر حرکتی معمولاً از سوخت یا نیروی الکتریکی استفاده می‌کند.